# Gospodarka Poznania
Poznań jest ośrodkiem produkcji, handlu, logistyki oraz turystyki biznesowej. Międzynarodowe Targi Poznańskie są największym w kraju organizatorem imprez targowych, a także konferencji i kongresów.

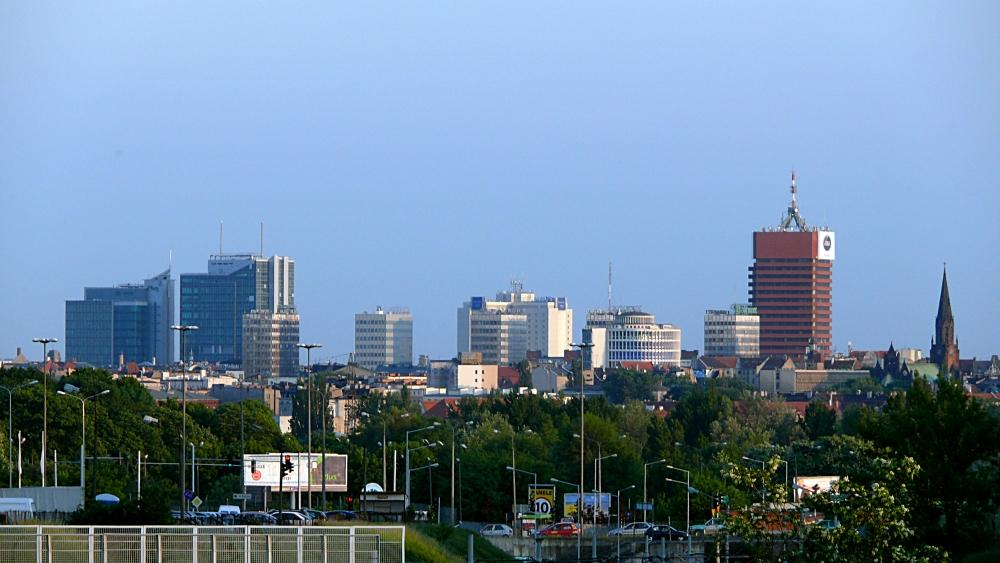
Panorama centrum Poznania widziana z Winograd

## Produkt krajowy brutto
W 2010 r. łączna wartość produktu krajowego brutto wytworzonego w Poznaniu wyniosła 40,2 mld zł – co stanowiło trzeci wynik w kraju, po Warszawie (191,8 mld) i Krakowie (42,3 mld). Wielkość ta jest porównywalna do wartości PKB wytworzonego w podregionie katowickim (39,7 mld), a większa m.in. od wyniku podregionu trójmiejskiego (38,7 mld), Wrocławia (35,7 mld), Łodzi (33,9 mld), czy Szczecina (18,5 mld).
W 2010 r. Poznań wytworzył 2,8% PKB Polski, co równocześnie stanowiło 30,5% produktu krajowego brutto województwa wielkopolskiego.
Poznań charakteryzuje wysoki poziom wytwarzanego PKB. Jego wielkość regularnie wzrasta, jednak przyrost ten jest często niższy niż w innych dużych miastach.
| Podregion             | 2005 r. | 2006 r. | 2007 r. | 2008 r. | 2009 r. | 2010 r. |
| --------------------- | ------- | ------- | ------- | ------- | ------- | ------- |
| podregion katowicki   | +4,1%   | +4,8%   | +11,9%  | +8,5%   | +5,2%   | +0,7%   |
| Kraków                | +6,1%   | +12,0%  | +9,7%   | +5,8%   | +3,6%   | +5,1%   |
| Łódź                  | +4,3%   | +7,1%   | +11,4%  | +9,8%   | +3,9%   | +6,7%   |
| Poznań                | +7,6%   | +4,3%   | +11,4%  | +7,4%   | +4,9%   | +3,6%   |
| Szczecin              | +9,5%   | +6,6%   | +7,1%   | +9,6%   | +1,9%   | +2,6%   |
| Warszawa              | +10,3%  | +10,1%  | +12,5%  | +6,7%   | +6,0%   | +6,7%   |
| Wrocław               | +4,3%   | +11,6%  | +13,0%  | +11,6%  | +6,9%   | +4,5%   |
| podregion trójmiejski | +8,4%   | +6,7%   | +8,0%   | +2,0%   | +9,5%   | +4,9%   |

Wartość wytworzonego PKB w przeliczeniu na 1 mieszkańca jest wskaźnikiem mało obiektywnym, gdyż od wielu lat liczba mieszkańców stolicy Wielkopolski systematycznie spada ze względu na przeprowadzanie się ludności miasta do ościennych gmin powiatu poznańskiego.
Największy udział w tworzeniu produktu krajowego brutto dla miasta Poznania w 2010 r. miały następujące sektory gospodarki:
- 35,6% – handel i naprawy, zakwaterowanie i gastronomia, transport i magazynowanie, informacja i komunikacja
- 25,5% – pozostałe usługi (m.in. działalność naukowa, usługi administrowania, administracja publiczna, obrona narodowa, ubezpieczenia społeczne, edukacja, opieka zdrowotna i pomoc społeczna, działalność kulturalna)
- 21,4% – przemysł
- 10,2% – działalność finansowa i ubezpieczeniowa, obsługa rynku nieruchomości
- 7,2% – budownictwo

## Inwestycje publiczne
W latach 2009–2012 miasto Poznań wydało na inwestycje łącznie ponad 3158 mln zł, co w przeliczeniu na jednego mieszkańca daje kwotę 5734 zł. Jest to trzeci wynik w Polsce po Warszawie i Wrocławiu. Zbliżoną kwotę na inwestycje wydano również w Gdańsku.
| Miasto    | 2009 r. | 2010 r. | 2011 r. | 2012 r. | Razem   |  | Ludność (31.12.2012) |  | Wydatki na 1 mieszk. |
| --------- | ------- | ------- | ------- | ------- | ------- |  | -------------------- |  | -------------------- |
| Warszawa  | 2 021,6 | 2 583,5 | 2 092,8 | 2 177,2 | 8 875,1 |  | 1 715 517            |  | 5173                 |
| Wrocław   | 1 251,8 | 795,9   | 736,0   | 903,0   | 3 686,7 |  | 631 188              |  | 5841                 |
| Poznań    | 769,0   | 872,6   | 922,0   | 594,6   | 3 158,2 |  | 550 742              |  | 5734                 |
| Gdańsk    | 407,5   | 530,4   | 861,5   | 1 180,1 | 2 979,5 |  | 460 427              |  | 6471                 |
| Kraków    | 697,4   | 560,2   | 482,7   | 455,9   | 2 196,2 |  | 758 334              |  | 2896                 |
| Łódź      | 685,1   | 416,6   | 379,7   | 531,6   | 2 013,0 |  | 718 960              |  | 2800                 |
| Szczecin  | 222,2   | 329,0   | 402,9   | 442,1   | 1 396,2 |  | 408 913              |  | 3414                 |
| Katowice  | 314,3   | 317,8   | 255,3   | 378,5   | 1 265,9 |  | 307 233              |  | 4120                 |
| Lublin    | 269,0   | 199,7   | 272,3   | 362,3   | 1 103,3 |  | 347 678              |  | 3173                 |
| Bydgoszcz | 152,9   | 169,7   | 250,1   | 285,4   | 858,1   |  | 361 254              |  | 2375                 |

### Większe inwestycje realizowane w Poznaniu
Wybrane inwestycje publiczne oraz partnerstwa publiczno-prywatnego w Poznaniu:
- ok. 750 mln zł – przebudowa Stadionu Miejskiego (oddanie do użytku: 2010–2012)[6]
  - + ok. 45 mln zł – przebudowa dróg wokół Stadionu Miejskiego (oddanie do użytku: 2012 r.)[6]
- ok. 725 mln zł – budowa spalarni odpadów w poznańskim Karolinie o wydajności 210 tys. ton śmieci rocznie (oddanie do użytku: 2015–2016)[7]
- ok. 481 mln zł – zakup 75 autobusów, 26 minibusów i 45 tramwajów (dostawa: 2011–2012 r.)[8]
- ok. 335 mln zł – przebudowa węzła komunikacyjnego Rondo Kaponiera oraz Mostu Dworcowego i fragmentów ul. Roosevelta (oddanie do użytku: 2012-2015 r.)[9]
- ok. 300 mln zł – modernizacja Stacji Uzdatniania Wody w Mosinie (oddanie do użytku: 2015 r.)[10][11]
- ok. 291 mln zł – rozbudowa i modernizacja terminalu pasażerskiego, budowa równoległej drogi kołowania z drogami szybkiego zejścia, budowa stanowiska do odladzania oraz rozbudowa płyty postojowej w Porcie Lotniczym Poznań-Ławica (oddanie do użytku: 2012–2013 r.)[12]
- ok. 273 mln zł – budowa parku wodnego z kompleksem basenów sportowych Termy Maltańskie (oddanie do użytku: 2011 r.)[13]
  - + ok. 20 mln zł – przebudowa dróg wokół Term Maltańskich (oddanie do użytku: 2012 r.)[13]
- ok. 63 mln Euro (251 mln zł) – budowa Wielkopolskiego Centrum Zaawansowanych Technologii UAM w Kampusie Morasko (oddanie do użytku: 2013 r.)[14]
- ok. 225 mln zł – budowa 2,5 km trasy tramwajowej z osiedla Lecha na Franowo (oddanie do użytku: 2012 r.)[15]
- ok. 208 mln zł – budowa nowej zajezdni tramwajowej na Franowie dla 150 tramwajów (oddanie do użytku: 2013 r.)[16]
- ok. 190 mln zł – budowa Wydziału Chemii UAM w Kampusie Morasko (oddanie do użytku: 2011 r.)[17]
- ok. 175 mln zł – budowa nowego gmachu Urzędu Marszałkowskiego Województwa Wielkopolskiego przy al. Niepodległości (oddanie do użytku: 2014 r.)[18]
- ok. 160 mln zł – budowa nowego dworca kolejowego Poznań Główny przy C.H. Poznań City Center, remont peronów 1-3 oraz montaż 88 elektronicznych ekranów informacyjnych (oddanie do użytku: 2012–2013 r.)[19]
- ok. 146 mln zł – budowa nowego gmachu Sądu Okręgowego i Rejonowego przy ul. Solnej / Kościuszki (oddanie do użytku: 2016 r.)[20]
- ok. 116 mln zł – 2 km przedłużenie trasy Poznańskiego Szybkiego Tramwaju od Mostu Teatralnego do Dworca Zachodniego PKP (oddanie do użytku: 2013 r.)[21]
- ok. 111 mln zł – budowa Międzyuczelnianego Centrum NanoBioMedycznego UAM w Kampusie Morasko (oddanie do użytku: 2012 r.)[22]
- ok. 111 mln zł – przebudowa Ronda Jana Nowaka-Jeziorańskiego oraz torowiska w ul. Grunwaldzkiej (oddanie do użytku: 2012 r.)[23]
- ok. 109 mln zł – przebudowa ul. Grunwaldzkiej oraz budowa nowej pętli autobusowo-tramwajowej na Junikowie (oddanie do użytku: 2013 r.)[24]
- ok. 107 mln zł – rozbudowa Biblioteki Raczyńskich o nowe skrzydło przy al. Marcinkowskiego (oddanie do użytku: 2013 r.)[25]
- ok. 103 mln zł – budowa 4 km odcinka prawobrzeżnego kolektora sanitarnego oraz 1 km kolektora deszczowego (oddanie do użytku: 2012 r.)[11][26]
- ok. 100 mln zł – przebudowa wschodniej nitki Wiaduktu Kosynierów Górczyńskich (oddanie do użytku: 2013 r.)[27]
- ok. 99 mln zł – budowa Brama Poznania ICHOT na Śródce (oddanie do użytku: 2014 r.)[28]

### Większe inwestycje drogowe realizowane w okolicach Poznania
W czerwcu 2012 r. oddano do użytku wschodnią obwodnicę Poznania. Projekt obejmował budowę dwujezdniowej trasy ekspresowej o długości 34,6 km, budowę dwujezdniowej drogi przyspieszonej o długości 4,5 km oraz budowę węzła autostradowego „Poznań Wschód”. Całość inwestycji kosztowała ok. 1400 mln zł
W 2012 r. oddano do użytku dwa odcinki zachodniej obwodnicy Poznania o łącznej długości 21,9 km. Cały projekt obejmuje budowę dwujezdniowej trasy ekspresowej o długości 27,2 km oraz budowę węzła autostradowego „Poznań Zachód”. Koszt obecnie zrealizowanej części inwestycji (etapy I i IIa oraz węzeł autostradowy) wyniósł ok. 1056 mln zł. Budowa brakującego środkowego odcinka obwodnicy (etap IIb) o długości 5,3 km rozpoczęła się wiosną 2013 r. Nowa trasa będzie kosztować ok. 108 mln zł.
W czerwcu 2012 r. oddano do użytku 9,3-kilometrową obwodnicę Murowanej Gośliny wyprowadzającą poza miasto ruch z dróg wojewódzkich nr 196 i nr nr 187. Budowa jednojezdniowej trasy kosztowała ok. 90,5 mln zł.
W grudniu 2011 r. oddano do użytku przebudowany 5-kilometrowy fragment drogi wojewódzkiej nr 307 na odcinku od granic miasta Poznania do węzła z zachodnią obwodnicą Poznania w Zakrzewie. Budowa dwujezdniowej drogi kosztowała ok. 44 mln zł.

### Większe inwestycje kolejowe realizowane w okolicach Poznania
Wiosną 2013 r. rozpoczęła się modernizacja 32-kilometrowego fragmentu linii kolejowej E 59 Wrocław – Poznań na odcinku od stacji Poznań Dębiec do stacji Czempiń. Koszt inwestycji szacuje się na ok. 940 mln zł.
W grudniu 2011 r. otwarto zmodernizowany 50-kilometrowy fragment linii kolejowej nr 356 na odcinku od stacji Poznań Wschód do stacji Wągrowiec. Inwestycja kosztowała ok. 154 mln zł.
W marcu 2011 r. rozpoczęła się modernizacja 73-kilometrowego fragmentu linii kolejowej nr 357 na odcinku od stacji Luboń k/Poznania do stacji Wolsztyn. Inwestycja kosztować będzie ok. 84 mln zł.

## Inwestycje zagraniczne
W latach 1990–2010 łączna wartość bezpośrednich inwestycji zagranicznych ulokowanych w Poznaniu wyniosła ok. 6,6 mld USD, czyli blisko 12 tys. USD na mieszkańca. W okresie tym kapitał o wartości powyżej 1 mln USD zainwestowało w stolicy Wielkopolski ponad 140 firm pochodzących z 27 krajów świata.
Głównymi inwestorami są firmy niemieckie (ponad 1/3 zainwestowanego kapitału), francuskie, brytyjskie, amerykańskie oraz japońskie. Największym zainteresowaniem inwestorów cieszą się przedsięwzięcia takie, jak:
- modernizacja i rozbudowa istniejących zakładów produkcyjnych
- tworzenie centrów usług dla firm (centra finansowo-księgowe, informatyczne oraz badawczo-rozwojowe)
- budowa wielofunkcyjnych centrów handlowych
- budowa sklepów dyskontowych
- budowa stacji paliw

## Podmioty gospodarcze
Pod koniec 2012 r. w Poznaniu zarejestrowanych było 102 513 podmiotów gospodarczych, a w powiecie poznańskim działało kolejne 50 810 podmiotów.
| Miasto / powiat  | 2002 r. | 2012 r. |
| ---------------- | ------- | ------- |
| Warszawa         | 262 431 | 355 083 |
| Kraków           | 99 133  | 121 208 |
| Wrocław          | 93 053  | 105 110 |
| Poznań           | 83 813  | 102 513 |
| Łódź             | 89 387  | 89 431  |
| Gdańsk           | 57 853  | 67 677  |
| Szczecin         | 62 516  | 66 106  |
| Katowice         | 41 092  | 44 050  |
| Bydgoszcz        | 46 468  | 43 401  |
| Lublin           | 39 324  | 42 310  |
| Powiat poznański | 31 500  | 50 810  |

W Poznaniu dominują podmioty gospodarcze prowadzące działalność w zakresie:
- handlu i napraw (26 406 podmiotów)
- działalności profesjonalnej, naukowej i technicznej (14 484 podmiotów)
- budownictwa (9725 podmiotów)
- przetwórstwa przemysłowego (7998 podmiotów)
- pozostałej działalności usługowej (6221 podmiotów)
- opieki zdrowotnej i pomocy społecznej (6101 podmiotów)
- transportu i gospodarki magazynowej (5 979 podmiotów)

W Poznaniu ulokowało się 3099 spółek handlowych z udziałem kapitału zagranicznego, natomiast w powiecie poznańskim – 947. Dla porównania – w Warszawie zarejestrowanych jest 23 081 firm zagranicznych; we Wrocławiu – 3394; w Krakowie – 3037; w Szczecinie – 2077, w Łodzi – 1797; a w Gdańsku – 1581.

## Inkubatory przedsiębiorczości
W rejonie Poznania działa kilka instytucji stanowiących inkubatory przedsiębiorczości. Wspierają one rozwój zarówno już istniejących, jak i nowych firm (w tym przedsiębiorstw innowacyjnych). Powstanie większości z nich zostało dofinansowane ze środków unijnych.
Inkubatory przedsiębiorczości w aglomeracji poznańskiej (VII 2013 r.):
1. Centrum Zaawansowanych Technologii „Nobel Tower” – Poznań[38]
2. Eureka Technology Park (ETP) – Dąbrowa[39]
3. Inkubator „Biznes i Nauka” – Poznań (w budowie)[40]
4. Nickel Technology Park Poznań (NTPP) – Złotniki[41]
5. Park Technologiczny „INEA Park” – Wysogotowo (w budowie)[42]
6. Poznański Park Naukowo-Technologiczny Fundacji Uniwersytetu im. A. Mickiewicza (PPNT) – Poznań[43]
7. Poznański Park Technologiczno-Przemysłowy (PPTP) – Poznań[44]

## Największe przedsiębiorstwa

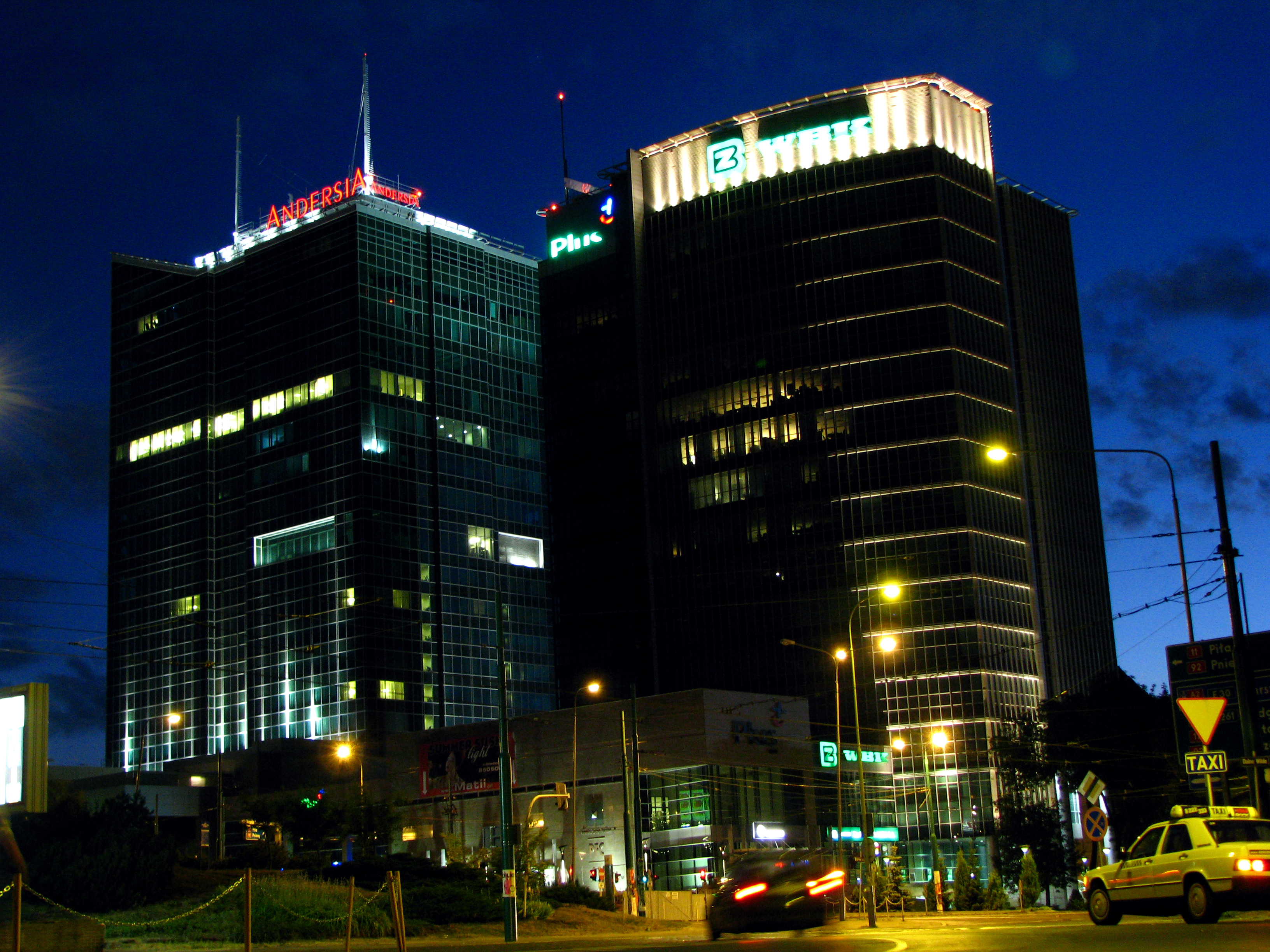
Biurowce „PFC” i „Andersia” przy pl. Andersa

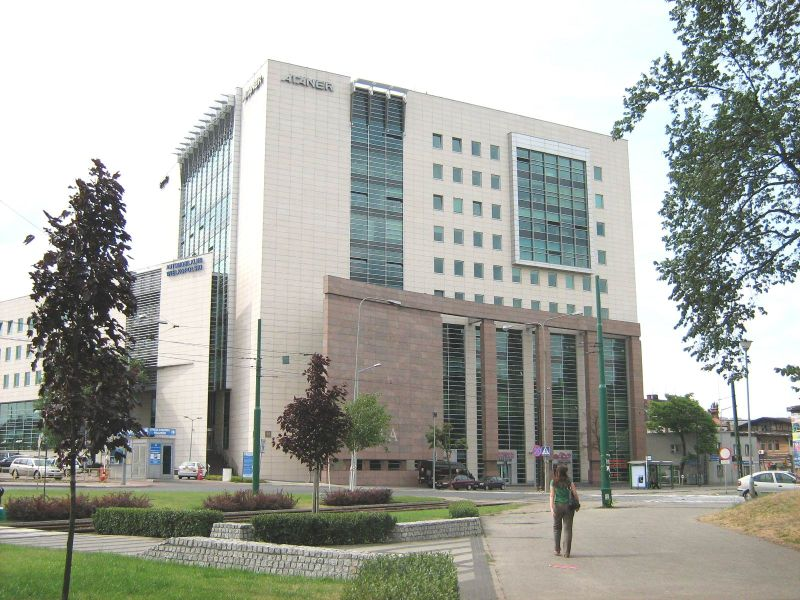
Biurowiec „Delta”

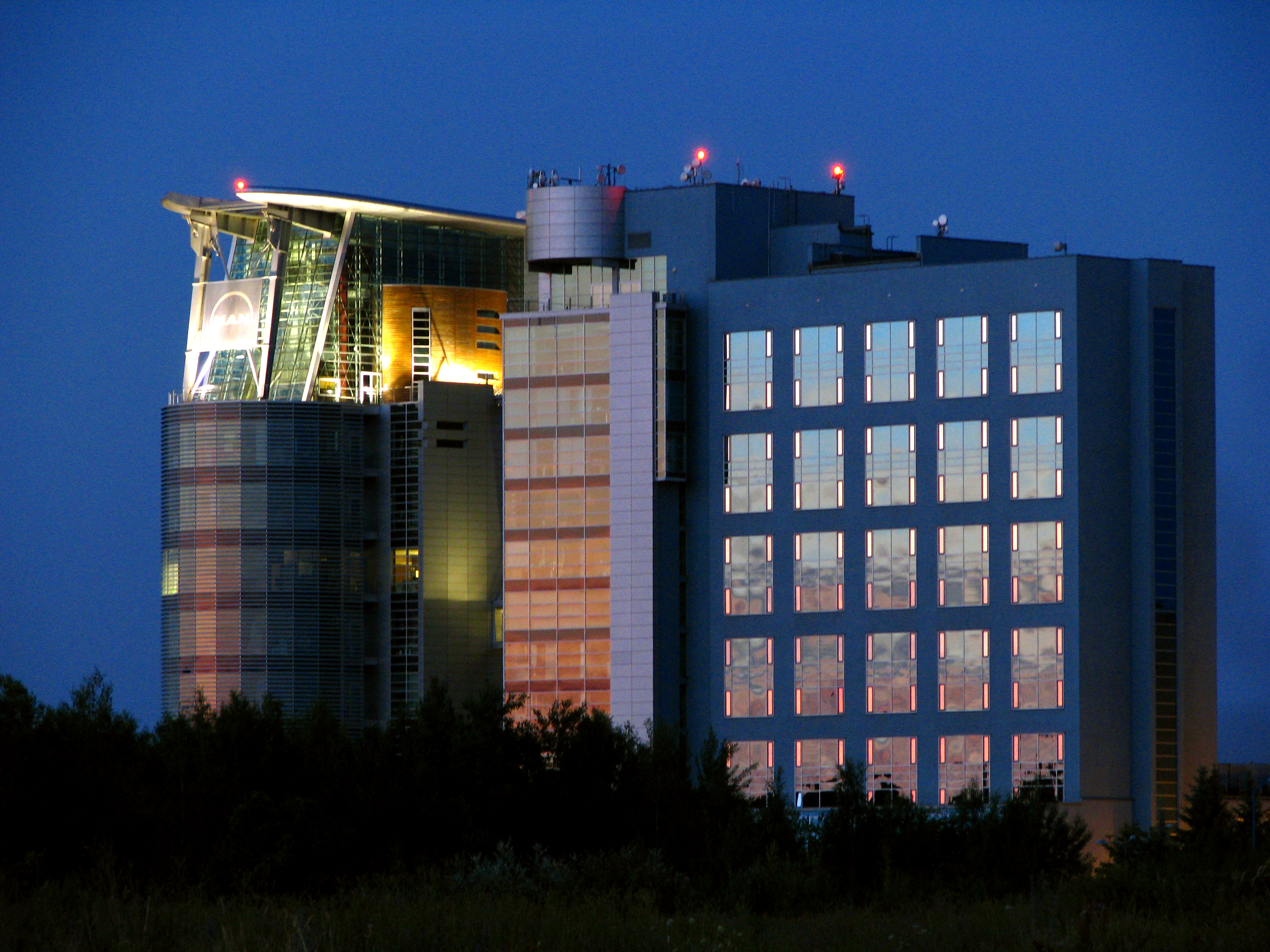
Biurowce „PGK” i „PGK II”

Na opublikowanej w 2013 r. przez gazetę Polityka liście 500 największych firm w Polsce „Pięćsetka Polityki” (według przychodów ze sprzedaży w 2012 r.) umieszczono łącznie 34 przedsiębiorstwa mających swoją siedzibę w Poznaniu i powiecie poznańskim. Wśród nich było 5 firm, które znalazły się w gronie 40 największych w kraju:
1. Jerónimo Martins Polska S.A. (Kostrzyn) – 28 908 mln zł
2. Grupa Eurocash (Komorniki) – 16 576 mln zł
3. Enea S.A. (Poznań) – 10 096 mln zł
4. Volkswagen Poznań Sp. z o.o. (Poznań) – 9141 mln zł
5. Lidl Polska Sklepy Spożywcze Sp. z o.o. Sp. k. (Jankowice) – 8500 mln zł
6. Imperial Tobacco Polska S.A. (Jankowice) – 5824 mln zł
7. Grupa Muszkieterów (Poznań) – 4650 mln zł
8. GlaxoSmithKline Pharmaceuticals S.A. (Poznań) – 4498 mln zł
9. Kompania Piwowarska S.A. (Poznań) – 4403 mln zł
10. Selgros Sp. z o.o. (Poznań) – 3375 mln zł
11. Żabka Polska S.A. (Poznań) – 3306 mln zł
12. Arctic Paper S.A. (Poznań) – 2601 mln zł
13. Grupa Raben (Gądki) – 2018 mln zł
14. PBG S.A. w upadłości (Wysogotowo) – 1840 mln zł
15. MAN Bus Sp. z o.o. (Sady) – 1387 mln zł
16. Solaris Bus & Coach S.A. (Bolechowo-Osiedle) – 1339 mln zł
17. Bridgestone Poznań Sp. z o.o. (Poznań) – 1309 mln zł
18. Komputronik S.A. (Poznań) – 1128 mln zł
19. Dalgety Agra Polska Sp. z o.o. (Poznań) – 1114 mln zł
20. BZ WBK-Aviva Towarzystwo Ubezpieczeń na Życie S.A. (Poznań) – 1039 mln zł
21. Piotr i Paweł S.A. (Poznań) – 870 mln zł
22. Exide Technologies S.A. (Poznań) – 838 mln zł
23. John Deere Polska Sp. z o.o. (Tarnowo Podgórne) – 769 mln zł
24. Grupa Krotoski-Cichy (Wysogotowo) – 752 mln zł
25. SKF Polska S.A. (Poznań) – 587 mln zł
26. PC Guard S.A. (Poznań) – 520 mln zł
27. REHAU Sp. z o.o. (Baranowo) – 514 mln zł
28. Kuehne + Nagel Sp. z o.o. (Gądki) – 427 mln zł
29. Schattdecor Sp. z o.o. (Tarnowo Podgórne) – 424 mln zł
30. TFP Sp. z o.o. (Dziećmierowo) – 423 mln zł
31. Prima Poland Sp. z o.o. (Poznań) – 389 mln zł
32. Strauss Cafe Poland Sp. z o.o. (Tarnowo Podgórne) – 381 mln zł
33. Aquanet S.A. (Poznań) – 367 mln zł

W dodatkowym rankingu „Przedsionek Listy 500” uwzględniono 2 poznańskie firmy, które osiągnęły w 2012 r. przychody ze sprzedaży powyżej 300 mln zł:
1. MPK Poznań Sp. z o.o. (Poznań) – 346 mln zł
2. Lisner Sp. z o.o. (Poznań) – 327 mln zł

W rankingu za 2012 roku udziału nie wzięło 20 firm z rejonu Poznania, które osiągają roczne przychody powyżej 300 milionów złotych: Aluplast Sp. z o.o. (Poznań), Apart Sp. z o.o. (Suchy Las), Bemo Motors Sp. z o.o. (Poznań), Dalkia Poznań S.A. (Poznań), Dalkia Poznań Zespół Elektrociepłowni S.A. (Poznań), Inter Consult S.A. (Poznań), Beiersdorf Manufacturing Poznań Sp. z o.o. (Poznań), Goldbeck Sp. z o.o. (Komorniki), Grupa Allegro (Poznań), Hilding Anders Polska Sp. z o.o. (Murowana Goślina), Kimball Electronics Poland Sp. z o.o. (Sady), Magna Automotive Poland Sp. z o.o. (Tarnowo Podgórne), MH Sp. z o.o. (Kostrzyn), NIVEA Polska Sp. z o.o. (Poznań), Grupa Pfeifer & Langen (Poznań), TFP Sp. z o.o. (Kórnik), Volkswagen Group Polska Sp. z o.o. (Poznań), Wavin Metalplast – Buk Sp. z o.o. (Buk), Wielkopolska Spółka Gazownictwa Sp. z o.o. (Poznań) i Zakłady Drobiarskie Koziegłowy Sp. z o.o. (Koziegłowy).
| Lokalizacja                       | Wielkie firmy | Spółki finansowe | Razem | w tym z grona 40 największych | w tym z ościennych miejscowości |
| --------------------------------- | ------------- | ---------------- | ----- | ----------------------------- | ------------------------------- |
| Warszawa                          | 164           | 69               | 233   | 19                            | 13                              |
| Poznań                            | 32            | 3                | 35    | 5                             | 15                              |
| konurbacja górnośląska (Katowice) | 30            | 2                | 32    | 3                             | 16                              |
| Kraków                            | 23            | 4                | 27    | 3                             | 2                               |
| Wrocław                           | 17            | 7                | 24    | 2                             | 4                               |
| Trójmiasto (Gdańsk)               | 17            | 4                | 21    | 2                             | 8                               |
| Toruń                             | 10            | 0                | 10    | 0                             | 0                               |
| Kielce                            | 8             | 1                | 9     | 0                             | 1                               |
| Bielsko-Biała                     | 7             | 0                | 7     | 1                             | 2                               |
| Łódź                              | 7             | 0                | 7     | 0                             | 0                               |
| Płock                             | 7             | 0                | 7     | 2                             | 0                               |
| aglomeracja rybnicka (Rybnik)     | 5             | 0                | 5     | 1                             | 2                               |
| Rzeszów                           | 5             | 0                | 5     | 0                             | 0                               |
| Lublin                            | 4             | 0                | 4     | 0                             | 0                               |
| Szczecin                          | 4             | 0                | 4     | 0                             | 1                               |

W przypadku Poznania – aż 15 największych firm (43%) ma swoje siedziby w ościennych miejscowościach, co jest rekordem wśród polskich aglomeracji. Podobna sytuacja występuje jedynie w Katowicach (50%).
W wyniku procesu prywatyzacji, a także serii fuzji i przejęć, Poznań utracił siedziby kilku dużych firm: Goplana (1994 r.), Bestfoods Polska (2000 r.), Aral Polska (2001 r.), Wielkopolski Bank Kredytowy (2001 r.), Polmos Poznań (2001 r.), Invest-Bank (2002 r.), Stollwerck Polska (2002 r.), Esso Polska (2005 r.), Plus Discount (2007 r.), W. Kruk (2008 r.) i Billa Polska (2010 r.).

## Pracujący, wynagrodzenia i dojazdy do pracy

### Pracujący
Poznań jest czwartym co do wielkości rynkiem pracy w Polsce, porównywalnym do Wrocławia i Trójmiasta. Pod koniec 2011 r. pracowało tam łącznie 312 798 osób. Dane te nie uwzględniały zatrudnionych w instytucjach obrony narodowej oraz bezpieczeństwa publicznego.
| Miasto / aglomeracja   | Pracujący (wszystkie firmy) |
| ---------------------- | --------------------------- |
| Warszawa               | 1 075 157                   |
| Kraków                 | 381 679                     |
| konurbacja górnośląska | 333 578                     |
| Poznań                 | 312 798                     |
| Wrocław                | 309 094                     |
| Trójmiasto             | 307 118                     |
| Łódź                   | 299 663                     |
| Szczecin               | 154 674                     |

Dominujące w Poznaniu sektory pod względem przeciętnej liczby zatrudnionych w 2012 r. (w firmach zatrudniających co najmniej 10 osób):
- przemysł (35,5% zatrudnionych)
- handel i naprawy (26,4% zatrudnionych)
- budownictwo (6,8% zatrudnionych)
- transport i gospodarka magazynowa (5,0% zatrudnionych)
- zakwaterowanie i gastronomia (1,8% zatrudnionych)

| Miasto / powiat  | 1999 r. | 2005 r. | 2011 r. |
| ---------------- | ------- | ------- | ------- |
| Warszawa         | 789 983 | 764 644 | 842 859 |
| Kraków           | 284 670 | 252 986 | 294 171 |
| Wrocław          | 215 894 | 192 396 | 238 156 |
| Poznań           | 244 715 | 224 531 | 234 960 |
| Łódź             | 228 828 | 200 293 | 228 805 |
| Katowice         | 179 229 | 146 076 | 163 730 |
| Gdańsk           | 152 458 | 132 921 | 147 948 |
| Lublin           | 120 424 | 105 600 | 121 095 |
| Bydgoszcz        | 125 655 | 109 006 | 117 483 |
| Szczecin         | 141 316 | 109 001 | 109 025 |
| Powiat poznański | 62 643  | 79 996  | 104 488 |

### Wynagrodzenia
W 2012 r. przeciętne miesięczne wynagrodzenie w poznańskich przedsiębiorstwach (zatrudniających co najmniej 10 osób) wynosiło 4148 zł. brutto, czyli ok. 2956 zł netto.
Średnie wynagrodzenie w poznańskich firmach z podziałem na branże (2012 r.):
- przemysł (5 159 zł brutto, ok. 3661 zł netto)
- budownictwo (4 384 zł brutto, ok. 3121 zł netto)
- handel i naprawy (3 361 zł brutto, ok. 2408 zł netto)
- zakwaterowanie i gastronomia (2 766 zł brutto, ok. 1994 zł netto)
- transport i gospodarka magazynowa (3 790 zł brutto, ok. 2707 zł netto)

| Miasto    | Wynagrodzenie brutto | Wynagrodzenie netto |
| --------- | -------------------- | ------------------- |
| Katowice  | 5310 zł              | ok. 3767 zł         |
| Warszawa  | 4843 zł              | ok. 3441 zł         |
| Gdańsk    | 4629 zł              | ok. 3292 zł         |
| Poznań    | 4148 zł              | ok. 2956 zł         |
| Lublin    | 3892 zł              | ok. 2778 zł         |
| Kraków    | 3774 zł              | ok. 2696 zł         |
| Szczecin  | 3774 zł              | ok. 2696 zł         |
| Wrocław   | 3651 zł              | ok. 2610 zł         |
| Łódź      | 3379 zł              | ok. 2421 zł         |
| Bydgoszcz | 3273 zł              | ok. 2347 zł         |

### Dojazdy do pracy
Z badań poznańskiego Ośrodka Statystyki Miast przeprowadzonych w 2006 r. wynika, że w aglomeracji poznańskiej występuje zjawisko przepływu siły roboczej pomiędzy Poznaniem i powiatem poznańskim. Oznacza to, że część mieszkańców tego obszaru dojeżdża do pracy w innej gminie niż ta, w której mieszkają.
| Miasto / powiat  | Wyjeżdzający do pracy | Przyjeżdżający do pracy | bilans   |
| ---------------- | --------------------- | ----------------------- | -------- |
| Warszawa         | 12 808                | 167 407                 | +154 599 |
| Katowice         | 11 936                | 104 228                 | +92 292  |
| Kraków           | 8855                  | 61 863                  | +53 008  |
| Poznań           | 14 209                | 61 488                  | +47 279  |
| Wrocław          | 6836                  | 41 845                  | +35 009  |
| Łódź             | 8934                  | 31 967                  | +23 033  |
| Lublin           | 5714                  | 26 789                  | +21 075  |
| Gdańsk           | 12 250                | 30 744                  | +18 494  |
| Bydgoszcz        | 4558                  | 19 700                  | +15 142  |
| Szczecin         | 3617                  | 15 338                  | +11 721  |
| Powiat poznański | 30 588                | 26 523                  | –4 065   |

W 2006 r. Poznań był ośrodkiem, który z grona dziesięciu największych miast Polski, miał największą liczbę mieszkańców pracujących w innych gminach – 14,2 tys. osób. Większość z nich (71,9%) dojeżdżała do pracy w miejscowościach oddalonych od centrum miasta o maks. 30 km. Jest to spowodowane wysokim poziomem rozwoju powiatu poznańskiego, w którym działa wiele firm zatrudniających poznaniaków. Z drugiej strony stolica Wielkopolski zajęła czołowe miejsce pod względem liczby osób, które dojeżdżały do miasta z innych gmin w celach zarobkowych – 61,5 tys. osób. Z tej liczby 65,0% stanowiły osoby przyjeżdżające do pracy w Poznaniu z miejscowości oddalonych od centrum miasta o maks. 50 km (powiaty: kościański, obornicki, poznański, szamotulski, śremski i wągrowiecki).

## Bezrobocie
Poziom bezrobocia w Poznaniu należy do najniższych w kraju. Pod koniec kwietnia 2013 r. stopa bezrobocia w stolicy Wielkopolski wynosiła 4,6% (15,2 tys. osób bez pracy), zbliżony współczynnik odnotowano w powiecie poznańskim – 5,4% (8,2 tys. osób bezrobotnych). Podobnie niski poziom bezrobocia stwierdzono jedynie w Sopocie (5,1%) i Warszawie (4,9%).
| Miasto / powiat  | 2004 r. | 2008 r. | 2012 r. | 2016 r. |
| ---------------- | ------- | ------- | ------- | ------- |
| Poznań           | 6,7%    | 1,8%    | 4,2%    | 1,9%    |
| Warszawa         | 6,2%    | 1,9%    | 4,4%    | 2,8%    |
| Katowice         | 7,7%    | 1,9%    | 5,2%    | 2,8%    |
| Wrocław          | 12,3%   | 3,3%    | 5,8%    | 2,8%    |
| Kraków           | 7,5%    | 2,8%    | 5,9%    | 3,6%    |
| Gdańsk           | 11,5%   | 2,6%    | 6,4%    | 3,6%    |
| Szczecin         | 15,3%   | 4,3%    | 11,1%   | 4,7%    |
| Bydgoszcz        | 11,4%   | 4,9%    | 8,5%    | 4,8%    |
| Lublin           | 12,4%   | 7,4%    | 10,0%   | 7,2%    |
| Łódź             | 18,4%   | 6,8%    | 12,1%   | 7,9%    |
| Powiat poznański | 9,7%    | 1,7%    | 4,7%    | 3,7%    |

## Kampania promocyjna miasta
W kwietniu 2009 r. stolica Wielkopolski rozpoczęła nową kampanię promocyjną miasta pod hasłem „Poznań – miasto know-how” (z nowym logo „POZnan* – *Miasto know-how”). W szerszym tłumaczeniu oznacza to „Poznań – znamy się, wiemy jak stworzyć dobrą firmę, czy dobrą markę, wiemy jak zapewnić sukces”. Kampania ta ukazuje Poznań jako miasto specjalistów i sukcesu, miasto wielu znanych marek i symboli.
Za granicą miasto promuje się hasłem „Poznań – energia wschodu, zachodni styl” (w języku angielskim „'Poznan – eastern energy, western style'”). Energia wschodu – gdyż Poznań jest dla Europejczyków miastem leżącym w Europie Wschodniej, ośrodkiem z potencjałem, szansą rozwoju i dużą siłą. Zachodni styl – wysoka jakość życia w stolicy Wielkopolski, wysoki poziom kultury i wysokie standardy.
W listopadzie 2011 r. swoją działalność rozpoczęło Konsorcjum Marki Poznań posługujące się logotypem „Made in Poznan”. Do uczestnictwa w konsorcjum zostały zaproszone silne i prestiżowe marki związane z Poznaniem poprzez siedzibę firmy, miejsce produkcji, czy historyczne pochodzenie. Członkowie tej organizacji podejmują we współpracy z miastem przedsięwzięcia związane promocją i marketingiem.

## Specjalna strefa ekonomiczna
W Poznaniu, Swarzędzu i Stęszewie znajdują się podstrefy Kostrzyńsko-Słubickiej Specjalnej Strefy Ekonomicznej (KSSSE). Firmy, które zainwestują na tych terenach kwotę co najmniej 100 tys. EUR, uprawnione będą do skorzystania ze zwolnienia z podatku dochodowego CIT w wysokości 40–60% wartości poniesionych nakładów inwestycyjnych lub 40–60% wartości dwuletnich kosztów pracy. Ulgi te przysługiwać będą do 2026 r.
Poznańska podstrefa KSSSE to kompleks działek inwestycyjnych w rejonie dzielnic Franowo i Żegrze, o łącznej powierzchni 51,5 ha (wolne tereny). W pobliżu przebiega dwujezdniowa droga krajowa nr 11 (Kołobrzeg – Katowice) oraz linia kolejowa E20 (Paryż – Moskwa). Tereny te należą do Miasta Poznania. W okolicy znajdują się liczne zakłady produkcyjne, magazyny i obiekty handlowe.
Podstrefa swarzędzka KSSSE obejmuje obszar 49,0 ha (wolne tereny). Grunty inwestycyjne znajdują się przy szlaku kolejowym E20 (Paryż – Moskwa) oraz w pobliżu dwujezdniowej drogi krajowej nr 92 (Berlin – Warszawa). Obszar ten należy do Centrum Logistyczno-Inwestycyjnego Poznań (CLIP). W okolicy znajdują się liczne zakłady produkcyjne i magazyny oraz centrum logistyczne.
Podstrefa KSSSE w gminie Stęszew to działki inwestycyjne w miejscowościach Strykowo i Strykówko, o łącznej powierzchni 30 ha (wolne tereny). Zlokalizowane są one przy drodze krajowej nr 32 (Poznań – Gubin) oraz linia kolejowa nr 357 (Poznań – Sulechów). Do 2017 r. powstanie tu „Węzeł Stęszew” stanowiący skrzyżowanie z dwujezdniową drogą ekspresowej S5. W okolicy znajdują się zakłady produkcyjne i magazyny.

## Budownictwo mieszkaniowe
W chwili obecnej Poznań jest piątym co do wielkości rynkiem inwestycji mieszkaniowych. Charakterystyczną cechą miasta jest fakt, iż od 2008 r. na obszarze gmin powiatu poznańskiego powstaje więcej nowych domów i mieszkań, aniżeli w samym Poznaniu.
| Lokalizacja      | 2009 r. | 2010 r. | 2011 r. | 2012 r. |
| ---------------- | ------- | ------- | ------- | ------- |
| Warszawa         | 19 482  | 12 462  | 9356    | 13 496  |
| wokół Warszawy   | 9666    | 7094    | 7344    | 7049    |
| rynek warszawski | 29 148  | 19 556  | 16 700  | 20 545  |
| Gdańsk           | 4276    | 3534    | 4422    | 5095    |
| wokół Gdańska    | 4797    | 4081    | 3398    | 4266    |
| rynek gdański    | 9073    | 7615    | 7820    | 9361    |
| Wrocław          | 5889    | 4666    | 3752    | 6676    |
| wokół Wrocławia  | 2622    | 2418    | 1989    | 2642    |
| rynek wrocławski | 8511    | 7084    | 5741    | 9318    |
| Kraków           | 10 344  | 4716    | 4852    | 6824    |
| wokół Krakowa    | 2849    | 2286    | 2060    | 2027    |
| rynek krakowski  | 13 193  | 7002    | 6912    | 8851    |
| Poznań           | 3531    | 3180    | 2499    | 2734    |
| Powiat poznański | 3972    | 3803    | 4328    | 3886    |
| rynek poznański  | 7503    | 6983    | 6827    | 6620    |
| Łódź             | 1800    | 2082    | 1525    | 2595    |
| wokół Łodzi      | 1322    | 1234    | 1108    | 1374    |
| rynek łódzki     | 3122    | 3316    | 2633    | 3969    |

Budownictwo indywidualne (domy jednorodzinne) to jedynie 18,1% nowo powstałych mieszkań
W powiecie poznańskim 57,0% lokali mieszkalnych powstałych w 2012 r. stanowiły domy jednorodzinne, a kolejne 43,0% – mieszkania na sprzedaż lub wynajem w budynkach wielorodzinnych.

## Magazyny i logistyka
Z raportu sporządzonego przez firmę doradczą Cushman & Wakefield wynika, że pod koniec 2012 r. aglomeracja poznańska dysponowała 1 027 000 m² nowoczesnej powierzchni magazynowej. Dominującymi najemcami są operatorzy logistyczni i firmy handlowe. Zajmują się one dystrybucją towarów zarówno na obszarze województwa wielkopolskiego, jak i w północno-zachodniej Polsce, czy na terenie całego kraju. Nowo powstające hale magazynowe mają przede wszystkim charakter obiektów typu build-to-suit (BTS), czyli magazynów budowanych na zlecenie przyszłych najemców. Na przełomie 2012 i 2013 r. w budowie znajdowało się kolejne 30 000 m² nowoczesnej powierzchni magazynowej.
| Lokalizacja                                                         | Istniejące magazyny | Magazyny w budowie | Niewynajęte powierzchnie |
| ------------------------------------------------------------------- | ------------------- | ------------------ | ------------------------ |
| Warszawa – Garwolin – Mszczonów – Sochaczew                         | 2 710 000 m²        | 44 000 m²          | 15,2%                    |
| konurbacja górnośląska – Bielsko-Biała – Rybnik – Strzelce Opolskie | 1 470 000 m²        | 22 000 m²          | 4,2%                     |
| Poznań – Września                                                   | 1 027 000 m²        | 30 000 m²          | 5,0%                     |
| Łódź – Piotrków Trybunalski – Radomsko – Rawa Mazowiecka            | 1 000 000 m²        | 15 000 m²          | 12,2%                    |
| Wrocław                                                             | 730 000 m²          | 56 000 m²          | 7,6%                     |
| Gdańsk                                                              | 178 000 m²          | 14 000 m²          | 5,0%                     |
| Kraków                                                              | 143 000 m²          | b.d.               | 17,0%                    |
| Rzeszów – Dębica – Korczowa – Mielec – Tarnobrzeg                   | 115 000 m²          | b.d.               | 30,0%                    |
| Toruń                                                               | 97 000 m²           | b.d.               | 9,0%                     |
| Szczecin – Goleniów                                                 | 42 000 m²           | b.d.               | 35,0%                    |
| Lublin                                                              | 14 000 m²           | b.d.               | 37,0%                    |

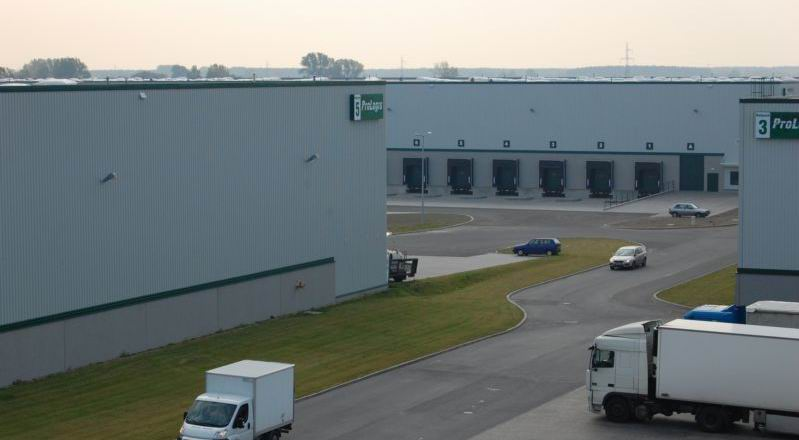
ProLogis Park Poznań II w Sadach

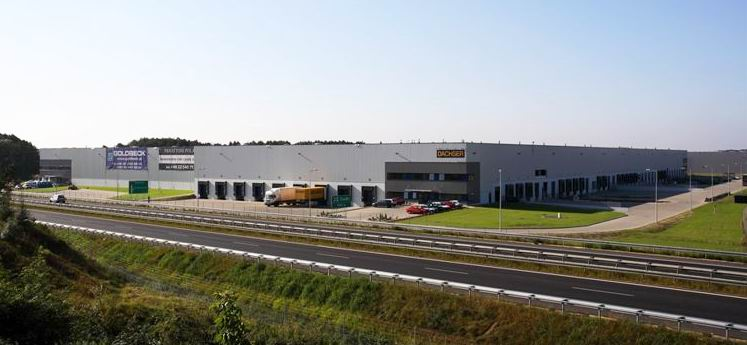
Panattoni Park Poznań w Gądkach

W grudniu 2013 r. firmy spedycyjno-logistyczne z Poznania i okolic miały do dyspozycji 7 przeładunkowych terminali kolejowych:
1. ATC Rail (ATC Cargo) – Poznań Junikowo (powierzchnia 90 000 m², możliwość składowania 1200 kontenerów)[60],
2. Cargosped (PKP Cargo Logistics) – Gądki (powierzchnia 10 300 m², możliwość składowania 1000 kontenerów)[61],
3. Cargosped (PKP Cargo Logistics) – Kobylnica (powierzchnia 9300 m², możliwość składowania 500 kontenerów)[61],
4. CLIP Logistics – Swarzędz (powierzchnia 6500 m², możliwość składowania 800 kontenerów)[62],
5. PKP Cargo Logistics – Poznań Franowo (powierzchnia 20 000 m², możliwość obsługi 11 000 kontenerów rocznie)[63],
6. Polzug Intermodal Polska – Gądki (powierzchnia 320 000 m², możliwość składowania 1500 kontenerów)[64],
7. Spedcont – Poznań Garbary (powierzchnia 6200 m², możliwość składowania 600 kontenerów)[65].

Na poznańskim Franowie działa jedna z trzech kolejowych stacji rozrządowych w Polsce. Jest to wielka stacja towarowa, która posiada nowoczesną górkę rozrządową oraz możliwość przeładunku paliw. W ciągu doby rozszczepianych jest tu około 900 wagonów i odprawianych blisko 46 pociągów. Są tu rozrządzane pociągi z zachodu Europy do centrum kraju i za wschodnią granicę.
Działająca w podpoznańskim Jasinie firma STS Logistic Sp. z o.o. prowadzi jedno z większych w Europie Środkowo-Wschodniej centrów logistyki samochodów osobowych i dostawczych. Mieści się ono na obszarze 30 ha i dysponuje miejscami postojowymi dla 15 000 samochodów. Przedsiębiorstwo zajmuje się transportem pojazdów, dostawą do dealerów, magazynowaniem, ekspedycją samochodów drogą kolejową oraz doposażaniem pojazdów. W 2009 r. firma dostarczyło dystrybutorom i dealerom ponad 400 000 samochodów.

## Powierzchnie biurowe
W stosunku do znaczenia ekonomicznego miasta oraz jego wielkości (liczba mieszkańców), Poznań jest wciąż wyjątkowo wolno rozwijającym się rynkiem biurowym.
Z raportu sporządzonego przez firmę doradczą Jones Lang LaSalle, wynika że pod koniec I kw. 2013 r. stolica Wielkopolski była 6. co do wielkości rynkiem nowoczesnej powierzchni biurowej w Polsce, dysponując 292 950 m² biur na wynajem.
| Miasto     | Istniejąca powierzchnia | Powierzchnia w budowie | Niewynajęte powierzchnie |
| ---------- | ----------------------- | ---------------------- | ------------------------ |
| Warszawa   | 3 935 250 m²            | 576 000 m²             | 9,9%                     |
| Kraków     | 551 400 m²              | 96 700 m²              | 4,2%                     |
| Wrocław    | 501 900 m²              | 67 450 m²              | 9,7%                     |
| Trójmiasto | 409 150 m²              | 80 800 m²              | 13,7%                    |
| Katowice   | 296 100 m²              | 40 450 m²              | 10,0%                    |
| Poznań     | 292 950 m²              | 66 800 m²              | 16,7%                    |
| Łódź       | 248 800 m²              | 45 100 m²              | 11,7%                    |
| Szczecin   | 108 800 m²              | 11 500 m²              | 19,7%                    |
| Lublin     | 90 500 m²               | 19 000 m²              | 2,6%                     |

## Centra usług wspólnych
Poznań jest obecnie jednym z większych ośrodków lokacji centrów usług wspólnych dla zagranicznych firm. Pod koniec 2013 r. w sektorze tym zatrudnionych było ok. 9,0 tys. osób. W ciągu roku liczba pracujących w poznańskich centrach usług wzrosła o ok. 1,0 tys. osób. Dominującą pozycję pod względem rodzaju świadczonych usług zajmują finanse i księgowość.
| Miasto                 | Liczba centrów | Zatrudnienie |
| ---------------------- | -------------- | ------------ |
| Kraków                 | pow. 70        | 25,4 tys.    |
| Warszawa               | pow. 70        | 19,0 tys.    |
| Wrocław                | 50-60          | 18,4 tys.    |
| Trójmiasto             | 40-50          | 10,0 tys.    |
| Łódź                   | 40-50          | 9,8 tys.     |
| konurbacja górnośląska | 30-40          | 8,1 tys.     |
| Poznań                 | 30-40          | 6,2 tys.     |

Wybrane centra usług wspólnych działające w Poznaniu:
- Bertelsmann – Arvato (centrum finansowo-księgowe oraz IT, call center)
- BCC (centrum usług IT)
- Bridgestone (centrum finansowo-księgowe)
- Carl Zeiss (centrum finansowo-księgowe)
- Carlsberg (centrum finansowo-księgowe)
- Contact Center (call center)
- Dalkia (centrum finansowo-księgowe)
- DFDS (centrum finansowo-księgowe)
- Exide Technologies (centrum badawczo-rozwojowe)
- Franklin Templeton (centrum finansowo-księgowe)
- GlaxoSmithKline (centrum badawczo-rozwojowe oraz IT)
- Grant Thornton (centrum finansowo-księgowe)
- Holicon (call center)
- IKEA (centrum finansowo-księgowe)
- Inea (centrum usług IT)
- Jerónimo Martins (centrum finansowo-księgowe)
- Komputronik (centrum usług IT)
- MAN (centrum finansowo-księgowe)
- McKinsey & Company (centrum finansowo-księgowe)
- Microsoft (centrum badawczo-rozwojowe)
- Roche (centrum usług IT)
- Rule Financial (centrum usług IT)
- Samsung (centrum badawczo-rozwojowe)
- Sii (centrum usług IT)
- Lorenz Snack-World (centrum finansowo-księgowe)
- Talex (centrum usług IT)
- Telcordia Technologies (centrum badawczo-rozwojowe)
- Unilever (centrum badawczo-rozwojowe)
- W.R. Grace (centrum badawczo-rozwojowe)
- Wavin (centrum finansowo-księgowe)
- Wikia (centrum badawczo-rozwojowe)

W 2014 r. utworzone zostaną w Poznaniu 2 znaczące centra usług dla amerykańskich koncernów – Mars Incorporated i Owens-Illinois.
W rejonie Poznania działają nowoczesne serwerownie obsługujące największe firmy kraju. Są to tzw. data center – centra przechowywania i przetwarzania danych. Usługi te świadczą firmy: BCC (Złotniki), Beyond.pl (Poznań), Inea (Wysogotowo), Itelligence (Tarnowo Podgórne) i Talex (Poznań). Przy ul. Dziadoszańskiej w Poznaniu powstaje największe centrum danych w Polsce – Beyond.pl Data Center 2. Do dyspozycji klientów będzie tam ponad 6300 m² powierzchni technologicznej.

## Turystyka

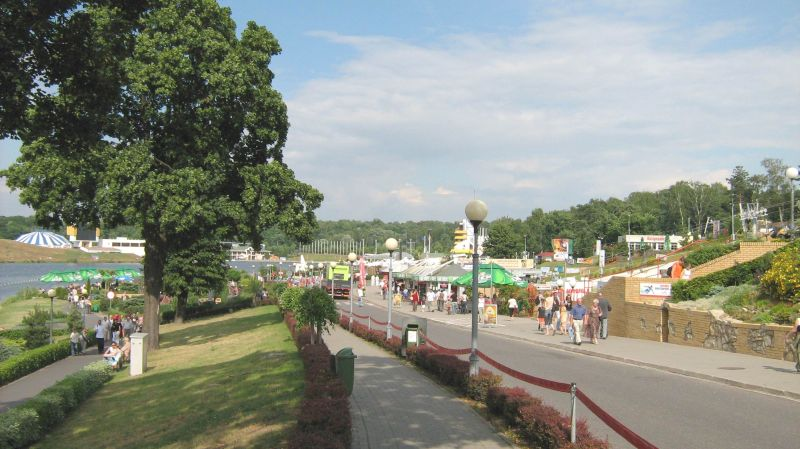
Tereny rekreacyjne nad Jeziorem Maltańskim

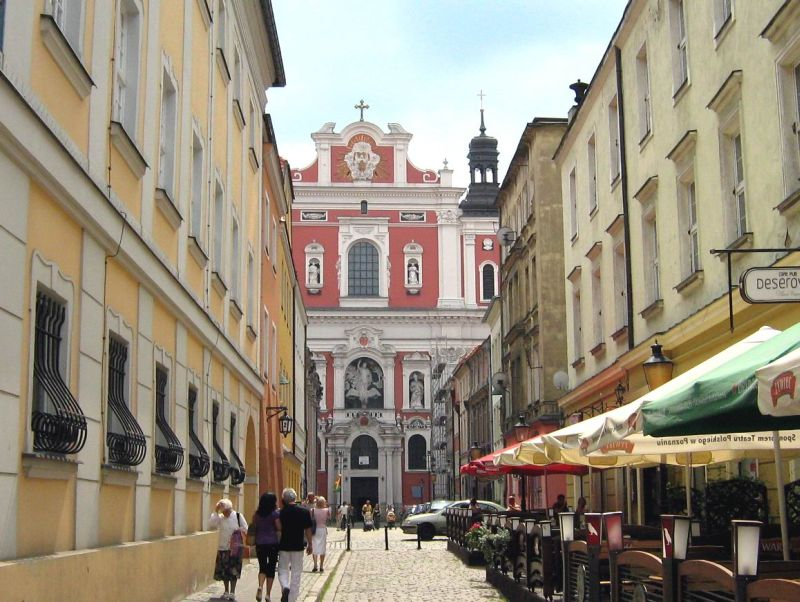
Widok na ul. Świętosławską i Farę Poznańską

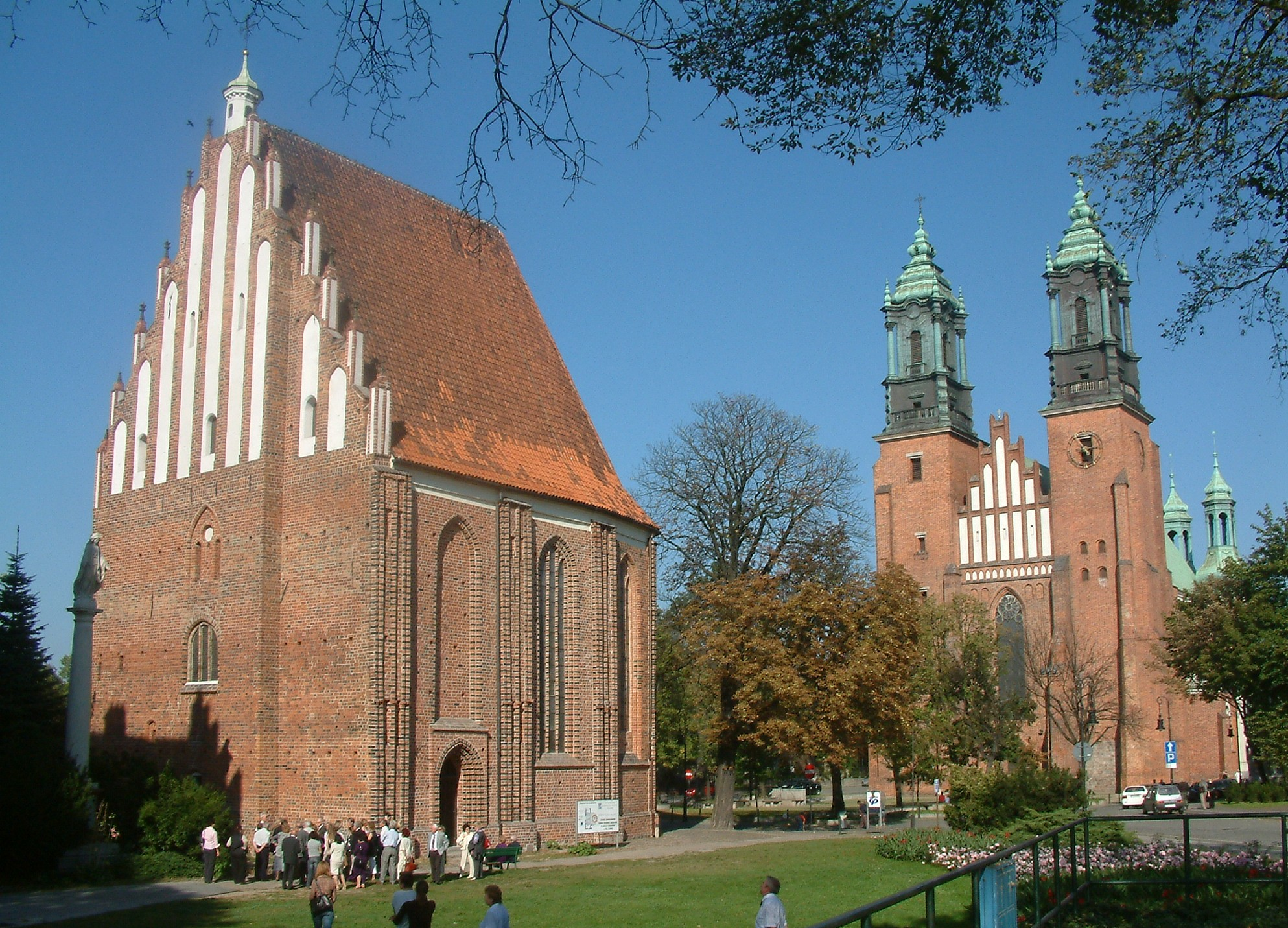
Ostrów Tumski i Katedra

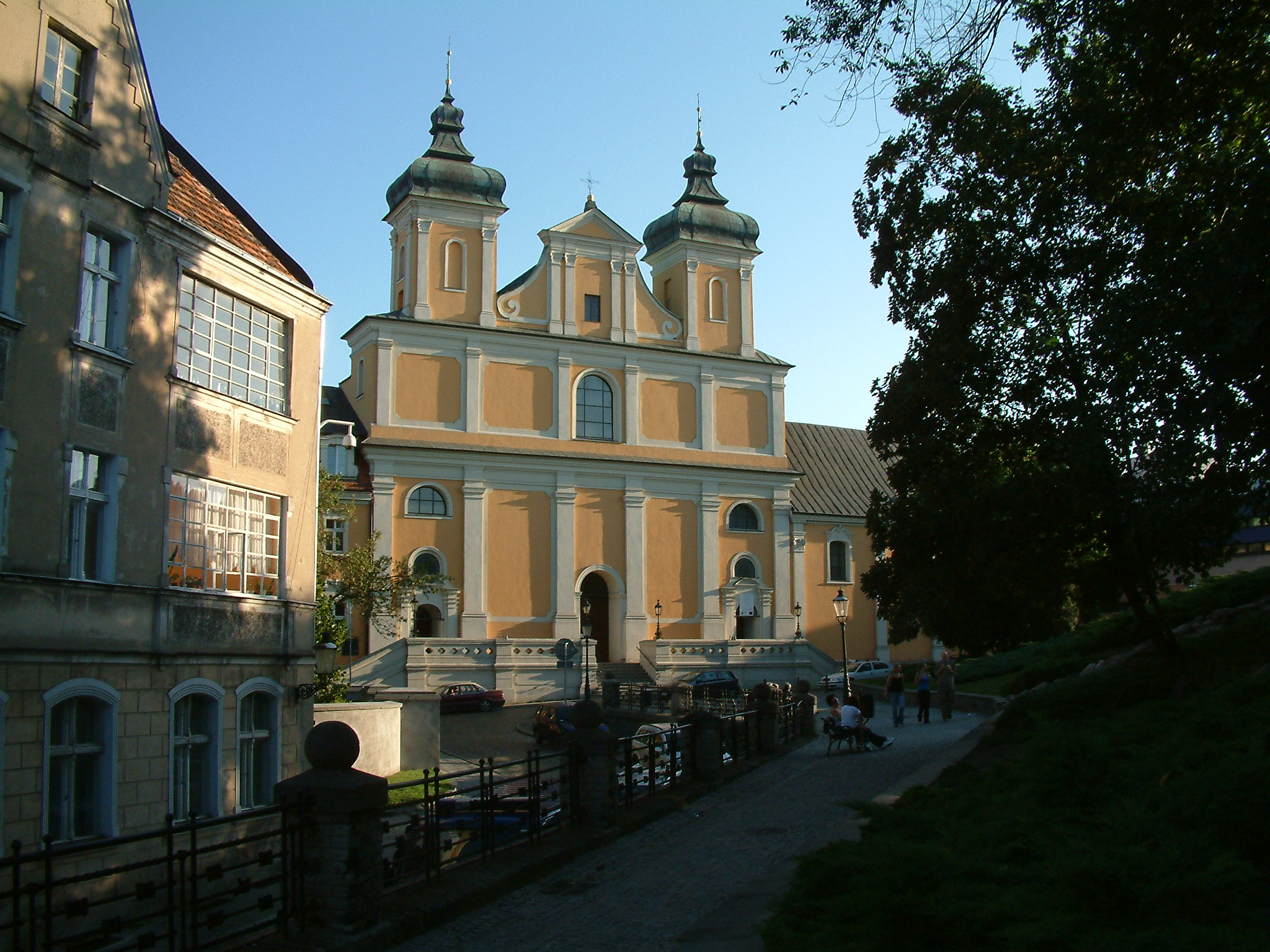
Kościół Franciszkanów na Wzgórzu Przemysła

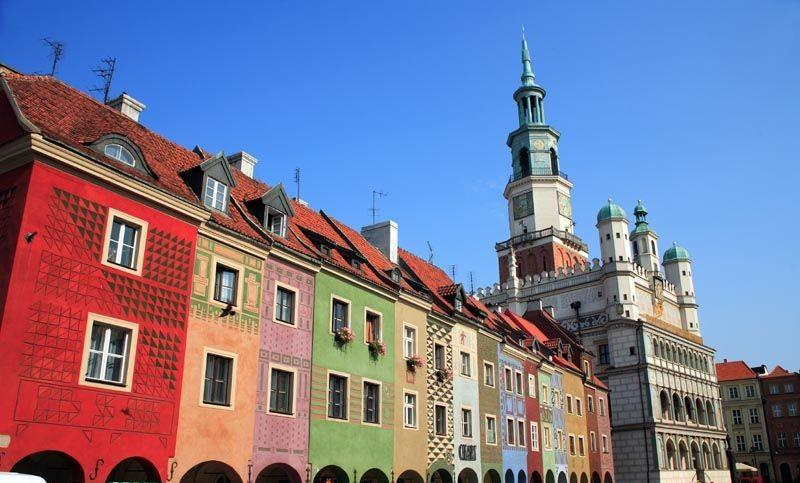
Ratusz i domki budniczych na Starym Rynku

### Korzystający z noclegów
W 2012 r. z rejestrowanej bazy noclegowej na terenie miasta Poznania skorzystało łącznie 621 836 osób, w tym 175 012 turystów z zagranicy (28,1%). Przeciętny turysta przebywał w Poznaniu średnio 1,68 doby.
| Rodzaj danych             | 2008 r. | 2009 r. | 2010 r. | 2011 r. | 2012 r. |
| ------------------------- | ------- | ------- | ------- | ------- | ------- |
| Turyści (ogółem)          | 532 704 | 496 286 | 582 975 | 605 337 | 621 836 |
| w tym turyści zagraniczni | 159 472 | 153 484 | 163 071 | 150 772 | 175 012 |

W tym samym okresie z obiektów noclegowych zlokalizowanych w gminach powiatu poznańskiego skorzystało łącznie 181 293 turystów, w tym 17 823 osoby z zagranicy (9,8%). Przeciętna długość pobytu wyniosła 1,75 doby.
| Rodzaj danych             | 2008 r. | 2009 r. | 2010 r. | 2011 r. | 2012 r. |
| ------------------------- | ------- | ------- | ------- | ------- | ------- |
| Turyści (ogółem)          | 140 886 | 140 934 | 158 309 | 171 910 | 181 293 |
| w tym turyści zagraniczni | 14 429  | 13 859  | 13 899  | 14 394  | 17 823  |

Poznań jest czwartym najliczniej odwiedzanym przez turystów dużym miastem w Polsce.
| Miasto    | Turyści (ogółem) | Wzrost (2011>2012) | Turyści zagraniczni | Przeciętna długość pobytu |
| --------- | ---------------- | ------------------ | ------------------- | ------------------------- |
| Warszawa  | 2 495 459        | +1,3%              | 990 233             | 1,73 doby                 |
| Kraków    | 1 778 570        | +8,4%              | 915 582             | 2,09 doby                 |
| Wrocław   | 771 728          | +2,4%              | 249 256             | 1,76 doby                 |
| Poznań    | 621 836          | +2,7%              | 175 012             | 1,68 doby                 |
| Gdańsk    | 588 562          | +20,9%             | 213 115             | 2,49 doby                 |
| Łódź      | 418 960          | +16,3%             | 83 767              | 1,75 doby                 |
| Szczecin  | 371 712          | -1,1%              | 131 575             | 1,96 doby                 |
| Katowice  | 235 337          | +4,0%              | 66 684              | 1,78 doby                 |
| Lublin    | 190 685          | -3,6%              | 53 657              | 1,54 doby                 |
| Bydgoszcz | 122 894          | -6,4%              | 18 154              | 2,00 doby                 |

Odbywające się w 2012 r. Mistrzostwa Europy w Piłce miały wpływ na zwiększenie ruchu turystycznego jedynie w Gdańsku (+20,9%) oraz w dwóch miastach, które nie były gospodarzami imprezy – Łodzi (+16,3%) i Krakowie (+8,4%).

### Baza noclegowa
Pod koniec lipca 2012 r. na terenie Poznania i powiatu poznańskiego znajdowały się 154 zarejestrowane (całoroczne) obiekty noclegowe, dysponujące łącznie liczbą 11 728 miejsc noclegowych.
W rzeczywistości jednak baza noclegowa Poznania jest znacznie bogatsza, gdyż obejmuje wiele obiektów nieskategoryzowanych – przede wszystkim motele, pensjonaty, hostele, ośrodki wypoczynkowe, gospodarstwa agroturystyczne oraz apartamenty i kwatery prywatne. Dla przykładu, w lipcu 2013 r. baza portalu „trivago.pl” zawierała 377 obiektów noclegowych z rejonu Poznania, „emeteor.pl” (396 obiektów), a „booking.com” (200 obiektów).
| Miasto           | Obiekty ogółem | Obiekty całoroczne | Hotele | Miejsca ogółem | Miejsca całoroczne | Miejsca w hotelach |
| ---------------- | -------------- | ------------------ | ------ | -------------- | ------------------ | ------------------ |
| Warszawa         | 122            | 119                | 64     | 25 382         | 25 114             | 19 318             |
| Kraków           | 241            | 229                | 130    | 26 513         | 23 172             | 16 573             |
| Wrocław          | 78             | 74                 | 46     | 9904           | 9 268              | 7305               |
| Gdańsk           | 118            | 94                 | 36     | 13 417         | 9 253              | 5068               |
| Poznań           | 89             | 89                 | 48     | 8065           | 8 065              | 5615               |
| Łódź             | 68             | 67                 | 27     | 6544           | 6 481              | 4197               |
| Szczecin         | 51             | 42                 | 19     | 7211           | 4 907              | 2999               |
| Katowice         | 21             | 20                 | 17     | 3536           | 3 346              | 3134               |
| Lublin           | 27             | 25                 | 15     | 2320           | 2 216              | 1552               |
| Bydgoszcz        | 25             | 21                 | 18     | 2578           | 2 182              | 1959               |
| Powiat poznański | 74             | 65                 | 29     | 4124           | 3 663              | 2121               |

W stolicy Wielkopolski dominują hotele średniej wielkości i obiekty małe – prowadzone przede wszystkim przez lokalnych przedsiębiorców. Sieciowe obiekty reprezentują: Sheraton, IBB Andersia, Ikar (Hotele WAM), Mercure, NH, Novotel Poznań Centrum, Novotel Poznań Malta, Gromada, Hotel 500, HP Park, Quality System, Campanile i Ibis.
W Poznaniu nie powstały dotąd znane sieciowe hotele, które z powodzeniem działają w innych polskich miastach: Andel’s, ComfortExpress, DeSilva, Diament, Focus, Hilton, Holiday Inn, Radisson Blu, Scandic, Sofitel, Start i Qubus.